# John/Eleanor Rykener

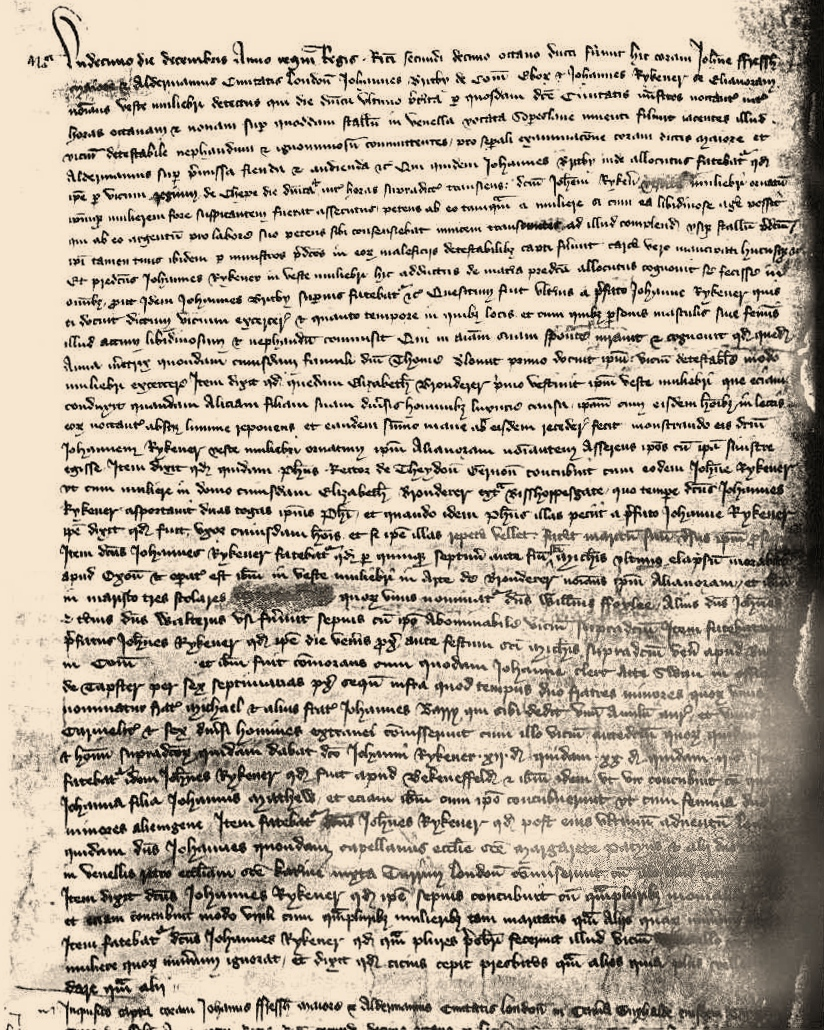
Un escaneo de la primera página de las notas del interrogatorio de John/Eleanor Rykener en The Guildhall, Londres, en diciembre de 1394–enero de 1395.

Eleanor Rykener, que anteriormente usó el nombre de Jhon, fue una persona que ejerció el trabajo sexual en el siglo XIV y que fue arrestada en diciembre de 1394 por realizar un acto sexual con John Britby, un hombre que fue capellán de la iglesia de St Margaret Pattens, en Cheapside de Londres con vestimenta femenina. Aunque los historiadores vinculan tentativamente a Rykener con un prisionero del mismo nombre, los únicos datos conocidos de la vida de la trabajadora sexual provienen de un interrogatorio realizado por el alcalde de Londres. Rykener fue interrogada por dos delitos: prostitución y sodomía. Las prostitutas no eran habitualmente arrestadas en Londres durante este período, mientras que la sodomía era un delito contra la moralidad más que contra el derecho de la región, por lo que se perseguía en los tribunales eclesiásticos. No hay pruebas de que Rykener haya sido procesada por ninguno de los delitos.
Rykener habló de haberse iniciado en el contacto sexual con hombres gracias a Elizabeth Brouderer, una bordadora londinense que vestía a Rykener de mujer y que pudo haber actuado como proxeneta. Según la transcripción judicial de este relato, Rykener tuvo relaciones sexuales tanto con hombres como con mujeres, incluidos sacerdotes y monjas. Rykener pasó parte del verano de 1394 en Oxford, trabajando como prostituta y como bordador, y en Beaconsfield mantuvo una relación sexual con una mujer. Rykener regresó a Londres a través de Burford en Oxfordshire, trabajó allí como camarero y continuó con el trabajo sexual. Al regresar a Londres, Rykener había tenido encuentros cerca de la Torre de Londres, en las afueras de la ciudad. Rykener fue arrestado con Britby un domingo por la noche vestido con ropa de mujer y todavía la llevaba puesta durante el interrogatorio del 11 de diciembre. Allí, Rykener describió con gran detalle encuentros sexuales anteriores. Sin embargo, parece ser que nunca se presentaron cargos contra Rykener; o al menos, no se han encontrado registros que lo sugieran. No se sabe nada definitivo de Rykener después de este interrogatorio; Jeremy Goldberg ha identificado tentativamente como la misma persona a un John Rykener encarcelado y escapado del obispo de Londres en 1399.
Los historiadores de la historia social, sexual y de género están especialmente interesados en el caso de Rykener por lo que revela sobre las visiones medievales sobre el sexo y el género. Goldberg, por ejemplo, lo ve firmemente en el contexto de la disputa del rey Ricardo II con la ciudad de Londres, aunque también cuestionó la veracidad de todo el registro y postuló que el caso era simplemente una pieza de propaganda de los funcionarios de la ciudad. El historiador James A. Schultz ha considerado que el asunto tiene mayor importancia para los historiadores que historias medievales más famosas como Tristán e Isolda. Ruth Mazo Karras —quien en la década de 1990 redescubrió el caso Rykener en los archivos de la Ciudad de Londres— lo ve como un ejemplo de las dificultades que tiene la ley para abordar cosas que no puede describir. El interés moderno por John/Eleanor Rykener no se ha limitado al mundo académico. Rykener ha aparecido como personaje en al menos una obra de ficción histórica popular y la historia ha sido adaptada al teatro. El uso persistente de Rykener de ropa de mujer y su presentación en oficios como el bordado y la prostitución ha llevado a algunos estudiosos contemporáneos a sugerir que Rykener era una mujer trans.

## Antecedentes
La prostitución estaba estrictamente regulada en la Inglaterra del siglo XIV, y los burdeles (aunque no la prostitución en sí) eran ilegales en la Ciudad de Londres. Las autoridades de la ciudad tendían a no procesar a las trabajadoras sexuales individuales, sino que se centraban en arrestar a los proxenetas tanto hombres como mujeres que vivían de ellas. La prostitución era percibida como la ocupación más peligrosa para el tejido moral de la sociedad. Otro delito sexual por el que se podía procesar a las personas era la sodomía, pero esto generalmente lo hacía la iglesia en sus propios tribunales. De estos dos delitos sexuales, la sodomía se consideraba el peor. El filósofo y teólogo del siglo XIII Tomás de Aquino comparó la prostitución con una alcantarilla que controla el flujo de desechos, diciendo que si uno la eliminara, «llenaría el palacio de suciedad». Tomás de Aquino luego amplió el punto, diciendo «quiten las prostitutas del mundo y lo llenarán de sodomía». Por tanto, la prostitución era vista como un mal necesario que, si bien no se eliminaba, podía controlarse. El tribunal secular del Lord alcalde de Londres no habría sido considerado competente para conocer de casos relacionados con cualquiera de los dos delitos.
En el Londres de finales del siglo XIV, se consideraba socialmente inaceptable que un hombre vistiera habitualmente ropa de mujer. Había excepciones si era deliberadamente obvio o necesario, por ejemplo, en el teatro o en obras de misterio. Las obras de misterio de Corpus Christi, como señala la historiadora Katie Normington, brindaron una ocasión «en la que se podía poner a prueba o alterar la identidad de género». Por el contrario, el número limitado de tales oportunidades, dice Vern Bullough, significaba que el travestismo de hombre a mujer era efectivamente inexistente en la sociedad pública. Pero bajo la superficie, sugiere Ruth Evans, Londres era «un lugar de oportunidades sexuales y económicas incomparables».
El hermafroditismo también tenía un estatus legalmente reconocido; el jurista del siglo XIII Enrique de Bracton, por ejemplo, lo había discutido en sus Leyes y costumbres de Inglaterra, y existía una fuerte tradición de ficcionalizarlo. La más conocida, una historia contada por al menos cuatro cronistas alemanes distintos en la década de 1380, era la de Lübeck. El protagonista se vestía de mujer por las noches y vendía sexo en una caseta. De día era sacerdote y finalmente fue descubierto cuando un cliente lo reconoció celebrando misa. El historiador medieval Jeremy Goldberg ha comparado los casos de Lübeck y Rykener: ambos involucraron «travestismo, deshonestidad, la estrecha asociación de los sacerdotes con la actividad homosexual y la eventual intervención de las autoridades de la ciudad».

## Biografía
Todo lo que se sabe de la vida de Rykener proviene de las respuestas dadas durante el interrogatorio en el tribunal del Lord alcalde, tras el arresto de Rykener en diciembre de 1394. En estos procedimientos, Rykener describió con cierto detalle cómo aprendió los oficios de la prostitución y la costura cuando vivía con una bordadora de Londres, y también le dijo al tribunal con quién y dónde Rykener ejerció posteriormente esos oficios. Según la transcripción del proceso, Rykener había regresado recientemente a Londres después de visitar otras partes del sur de Inglaterra antes de ser arrestado en Cheapside, un concurrido distrito comercial de Londres.

### En casa de Elizabeth Brouderer
En el interrogatorio, Rykener describió haber sido vestido por primera vez como una mujer en la casa de Bishopsgate de una tal Elizabeth Brouderer. Tras el brote de peste bubónica de 1348-1349, que mató entre una cuarta parte y la mitad de la población inglesa, los aprendizajes femeninos se habían vuelto tan comunes como los de los niños, particularmente en Londres. Aquí a Rykener le enseñaron a acostarse con hombres como mujer y a recibir un pago por hacerlo, así como a bordar, y es posible que haya completado un aprendizaje con Brouderer, como lo hacían las aprendices. Rykener describió la situación con cierto detalle:

He further said that a certain Elizabeth Bronderer first dressed him in women's clothing; she also brought her daughter Alice to diverse men for the sake of lust, placing her with those men in their beds at night without light, making her leave early in the morning and showing them the said John Rykener dressed up in women's clothing, calling him Eleanor and saying that they had misbehaved with her. He further said that certain Phillip, Rector of Theydon Garnon, had sex with him as with a woman in Elizabeth Bronderer's house outside Bishopsgate, at which time Rykener took away two gowns of Phillip', and when Phillip requested them from Rykener he said that he was the wife of a certain man and that if Phillip wished to ask for them back he would make his husband bring suit against him.
Dijo además que cierta Elizabeth Bronderer lo vistió primero con ropa de mujer; también llevó a su hija Alice a diversos hombres en aras de la lujuria, colocándola con esos hombres en sus camas en la noche sin luz, haciéndola salir temprano en la mañana y mostrándoles al dicho John Rykener vestido con ropa de mujer, llamándolo Eleanor y diciendo que se habían portado mal con ella. Dijo además que cierto Phillip, rector de Theydon Garnon, tuvo relaciones sexuales con él como con una mujer en la casa de Elizabeth Bronderer en las afueras de Bishopsgate, momento en el que Rykener se llevó dos vestidos de Phillip, y cuando Phillip se los pidió a Rykener, dijo que él era la esposa de cierto hombre y que si Phillip deseaba pedirles que los devolviera, haría que su esposo lo demandara.

Las lecciones de sexo, explicó Rykener, eran para que Brouderer pudiera entregar a su hija, Alice, a los hombres por la noche, mientras estaba oscuro para que no pudieran verla. Luego, Alice dejaría a su cliente antes del amanecer y Brouderer le diría al hombre que se había acostado con Rykener. Rykener estaría presente frente al cliente, vestido con ropa de mujer y llamado Eleanor por Brouderer. Uno de los hombres con los que Rykener tuvo relaciones sexuales en la casa de Brouderer fue el rector de Theydon Garnon, llamado Philip. Después de tener relaciones sexuales con el rector, Rykener le robó dos vestidos. Este último dejó de intentar recuperar su propiedad cuando Rykener le dijo a Philip que Rykener era la esposa de un hombre importante de la ciudad. Esto habría obligado al rector a demandar al supuesto marido de Rykener ante los tribunales por la devolución de la propiedad de Philip. Los motivos de Brouderer al utilizar Rykener de esta manera han sido objeto de especulación entre los estudiosos. John Roxeth, considerando el trato que Brouderer dio al rector Philip, ha sugerido que ella utilizó a Rykener para chantajear a los hombres, aunque no extrapola la mecánica de su acción. La teoría de Roxeth no es universalmente aceptada; Jeremy Goldberg, por ejemplo, toma nota de la sugerencia de Roxeth sin comentar sobre su probabilidad, mientras que Ruth Karras considera que Rykener simplemente se prostituyó de la manera habitual.

### Oxford y regreso a Londres, mediados de 1394
En agosto de 1394, Rykener se había mudado a Oxford, continuando con el trabajo sexual pero también obteniendo trabajo como bordador: Brouderer claramente había tenido éxito en enseñar ambos oficios a su protegido. Entre los clientes sexuales de Rykener se encontraban, dijo Rykener, «tres eruditos desprevenidos», o «scolares ignotos», a quienes Rykener nombró como tres caballeros, Sir William Foxley, Sir John y Sir Walter. Es posible que no conocieran el sexo de nacimiento de Rykener, y la redacción del registrador es ambigua. Los tres caballeros habían utilizado los servicios de Rykener con frecuencia. La historiadora Carolyn Dinshaw ha cuestionado si su ignorancia sobre el sexo de Rykener podría haber durado toda la estancia. Lo más probable, sugiere, es que en algún momento se dieron cuenta y continuaron. Rykener alentó a una clientela rica, a menudo eclesiástica, en ambas profesiones. Las clases altas empleaban bordadoras, especialmente el clero con sus vestimentas eclesiásticas. Una costurera, por el contrario, era casi estrictamente proletaria.
En septiembre de 1394, Rykener se mudó al oeste, a Burford, y vivió con el posadero John Clerk, trabajando para él como camarera. Los clientes de Rykener en ese momento incluían dos frailes franciscanos, el hermano John y el hermano Michael, el último de los cuales pagaba con un anillo de oro. Otros clientes eran un fraile carmelita y seis extranjeros. Tres de estos últimos pagaron a Rykener, respectivamente, doce peniques, veinte peniques y «hasta dos chelines por un solo encuentro». La estancia de Rykener en Burford parece haber sido breve, y no pasó mucho tiempo antes de que Rykener estuviera en Beaconsfield. Rykener no sólo se acostaba con hombres siendo mujer; mientras estaba en Burford, Rykener tuvo una relación sexual como hombre con una mujer llamada Joan Matthew. Por encuentros con mujeres, Rykener no aceptó ningún pago, o, al menos, no mencionó recibir ninguno. Rykener también continuó el trabajo sexual en Beaconsfield, esta vez con dos franciscanos (extranjeros) más.
Rykener regresó a Londres más tarde ese año y afirmó haber tenido, desde entonces, un encuentro con Sir John, de quien Rykener dijo que una vez había sido capellán en St Margaret Pattens. Rykener también conoció a otros dos capellanes, que se convirtieron en clientes, en las calles secundarias de St Katharine's by the Tower. Se desconoce si los clientes de Rykener querían un hombre o una mujer. Britby y Rykener fueron arrestados más tarde en Cheapside. Britby afirmó haber estado buscando a una mujer, pero Dinshaw creía que, dado que estaba detenido en ese momento, era poco probable que dijera lo contrario. Otro cliente, el rector de Theydon Garnon, también parece haber querido una mujer y nunca le dijeron lo contrario.

### Arresto
El domingo anterior a la reunión de Rykener con el alcalde, entre las 8 y las 9 de la noche, Rykener estaba en Soper Lane, cerca de Cheapside, y parecía, como lo expresa Dinshaw, «lo suficientemente mujer» para atraer la atención del hombre de Yorkshire John Britby. Según Rykener, Britby le propuso matrimonio a Rykener en Cheapside y fueron a Soper Lane. También llamaron la atención de «ciertos agentes de la ciudad», quienes los arrestaron. Fueron acusados de «acostarse junto a cierto puesto en Soper's Lane, cometiendo ese vicio detestable, innombrable e ignominioso». Rykener fue arrestado con ropa de mujer e interrogado vistiéndola, y profesó (ante el alcalde y los funcionarios durante el proceso) tener el nombre de «Eleanor». El acto «innombrable» que fueron acusados de cometer, sugiere Jeremy Goldberg, fue presumiblemente sexo anal. No puede haber certeza sobre este punto, ya que, como ha señalado Goldberg, el lenguaje del empleado encargado de hacer registro de la interrogación a menudo consiste en lo que Goldberg denomina «circunlocuciones deliberadamente opacas». Rykener y Britby fueron interrogados por separado por el alcalde, John Fresshe, y los concejales reunidos del consejo común. Se desconoce la fecha exacta de los interrogatorios; el documento original en las Listas de Memorandos y Alegaciones del Consejo Común (en sí mismo, dice Goldberg, sólo se conserva en un «orden cronológico bastante vago») sólo puede fecharse por su posición inmediatamente anterior a una demanda relativa a una disputa de propiedad el 26 de enero de 1395.
Britby dijo que estaba de paso por Cheapside cuando conoció a Rykener, y reconoció que le hizo proposiciones a Rykener. Britby afirmó haberlo hecho creyendo que estaba hablando con una mujer. De cualquier manera, Rykener había aceptado tener relaciones sexuales con él y había fijado un precio, que acordó pagar. Rykener confirmó esta historia. El resto lo sabían los funcionarios: sorprendidos en el acto por la vigilancia local, Rykener y Britby habían sido detenidos y encarcelados. Rykener, cuando se le preguntó de dónde había surgido la idea de tal trabajo, dijo que «una tal Anna, la puta de un antiguo sirviente de Sir Thomas Blount» le había enseñado a actuar como una mujer, y que Elizabeth Brouderer primero lo vistió así.
La investigación jurídica inglesa medieval era inquisitorial, y los hechos se establecían mediante preguntas y respuestas. Las respuestas de Rykener fueron dadas en inglés pero transcritas al latín para el registro. Así, el relato, tal como está registrado, no fue una confesión personal, sino que más bien transmitía el sentido, posiblemente una glosa, de lo que Rykener pretendía. Tal interrogatorio, creen Karras y Boyd, habría sido una «'carga' particularmente pesada para que Rykener la soportara solo». Rykener también le contó al alcalde y a los concejales que cuando era hombre había tenido frecuentemente relaciones sexuales con mujeres. Rykener no estaba seguro cuando se le preguntó si las mujeres estaban casadas o no, pero entre ellas había monjas: «Cuántas no sabía». Las respuestas de Rykener sugieren que la burocracia estaba particularmente preocupada por la cuestión moral de las mujeres casadas adúlteras y las religiosas sexualmente activas. Rykener les dijo que estos encuentros, ya sea con hombres o mujeres, ocurrían en tabernas, lugares públicos y casas privadas. Independientemente de lo que pretendieran el alcalde y sus colegas, la mayor parte (si no todo) de lo que Rykener les dijo estaba más allá de la jurisdicción de su tribunal. Goldberg señala cómo los escribanos se tomaron grandes molestias para registrar material de antecedentes extraño que tuvo lugar a muchas millas fuera de esa jurisdicción.
Britby comenzó su interrogatorio supuestamente sin saber el sexo de nacimiento de Rykener, pero para el final del mismo lo sabía. Carolyn Dinshaw ha sugerido que esto puede indicar que «en realidad no habían comenzado a realizar ese acto libidinoso» en el momento en que fueron arrestados, por lo que Britby no había tenido la oportunidad de averiguarlo. Britby no parece haber sido acusado de ningún delito. El único cargo que se le podría haber imputado a Rykener, fornicación, habría tenido que ser procesado ante un tribunal eclesiástico y, por tanto, también estaba fuera de la jurisdicción del tribunal municipal. Las prostitutas generalmente no eran procesadas en el tribunal del alcalde. Quizás Rykener era lo suficientemente diferente como para merecer su atención, ya que, después de todo, «ninguna joven pobre fue obligada o engañada a vender su cuerpo para sobrevivir, el peón del proxeneta o el proxeneta que la controlaba, ni le ofrecía sexo vaginal». Si Rykener fue acusado de algún delito, se desconoce el resultado del caso. No hay, dice Goldberg, «ningún registro adicional de ninguna respuesta o acción por parte del tribunal ni ninguna notificación adicional de Rykener». No hay cargos, veredicto o sentencia explícitos. Los contemporáneos entendieron que una prostituta no era sólo una mujer que aceptaba dinero a cambio de sexo, sino una mujer pecadora. Por lo tanto, incluso si un hombre aceptara dinero a cambio de sexo, que es probablemente como se habría percibido a Rykener, no podría ser (para la mente medieval) una prostituta y, por lo tanto, no podría ser procesado como tal. Si Rykener finalmente fue liberado después del interrogatorio pero sin cargos, puede haber sido porque el alcalde y los concejales de Londres «no sabían muy bien qué hacer con él». De hecho, era extremadamente inusual que un caso como el de Rykener fuera escuchado en un tribunal de alcaldes en primer lugar. No está claro qué forma de proceso legal se siguió. Es posible que haya habido cierta confusión entre los interrogadores sobre cómo se debía tratar a Rykener: la sodomía estaba fuera de la jurisdicción del tribunal.

## Contexto político y acontecimientos posteriores
| [Rykener] dijo que aceptaba a los sacerdotes más fácilmente que otras personas porque deseaban darle más que otros. —Ruth Karras y David Boyd |

Rykener desapareció de los registros históricos después del interrogatorio, sin que se sepa nada seguro sobre la vida posterior del trabajador sexual. El nombre en sí es lo suficientemente inusual como para haber permitido a los investigadores especular. Jeremy Goldberg identificó tentativamente a Rykener como el John Rykener que estaba encarcelado en la cárcel del obispo de Londres en Bishop's Stortford y que escapó en 1399. Se desconoce el motivo del encarcelamiento de esta persona. El hecho de que cayera bajo jurisdicción episcopal sugiere que tenía estatus eclesiástico, muy probablemente siendo un secretario eclesiástico. En esta cárcel, la mayoría de los prisioneros eran empleados convictos. Si se trata del mismo John Rykener, el encarcelamiento en Bishop's Stortford no habría sido por los mismos delitos por los que Rykener fue interrogado en 1394: tener relaciones sexuales no significaría que un secretario del obispo fuera encarcelado. Los registros contemporáneos no informan nada sobre los antecedentes o eventos de este Rykener después de la fuga. Hubo una investigación, pero se centró en el pobre historial del obispo de Londres a la hora de mantener seguros a sus prisioneros y no en las personas mismas.
El arresto y el interrogatorio de John/Eleanor Rykener tuvieron lugar en el apogeo de la expansión de la lolardía. El lolardismo fue considerado herejía, y sólo unas pocas semanas después del arresto de Rykener sus seguidores promulgaron sus Doce conclusiones. El caso Rykener, comenta Dinshaw, debe haber sido «como una pesadilla de la imaginación lolarda», ya que consistía en una «prostituta travesti que había tenido relaciones sexuales con tantos clérigos que no podía recordarlos a todos, confirmando las expectativas más bajas de los lolardos sobre la prelatura». La tercera de las doce conclusiones de los lolardos abordó específicamente la cuestión de la sodomía clerical, que el lolardismo atribuyó a la insistencia de la iglesia en la abstinencia sacerdotal.
Es posible que el alcalde también haya tenido razones políticas para llevar a Rykener ante el Tribunal. Hacerlo le permitió demostrar su compromiso con una ley y un orden estrictos en la ciudad. Goldberg sugiere que la «forma dramática y escenificada» en la que se presenta el caso refleja su naturaleza artificial y que las cosas que dijo Rykener fueron cuidadosamente elegidas para su transcripción con fines electorales del alcalde. El caso Rykener habría reforzado la imagen del alcalde Fresshe en un momento en el que necesitaba ayuda. Había sido acusado, entre otras cosas, de encarcelar a personas que lo demandaban por sus derechos.

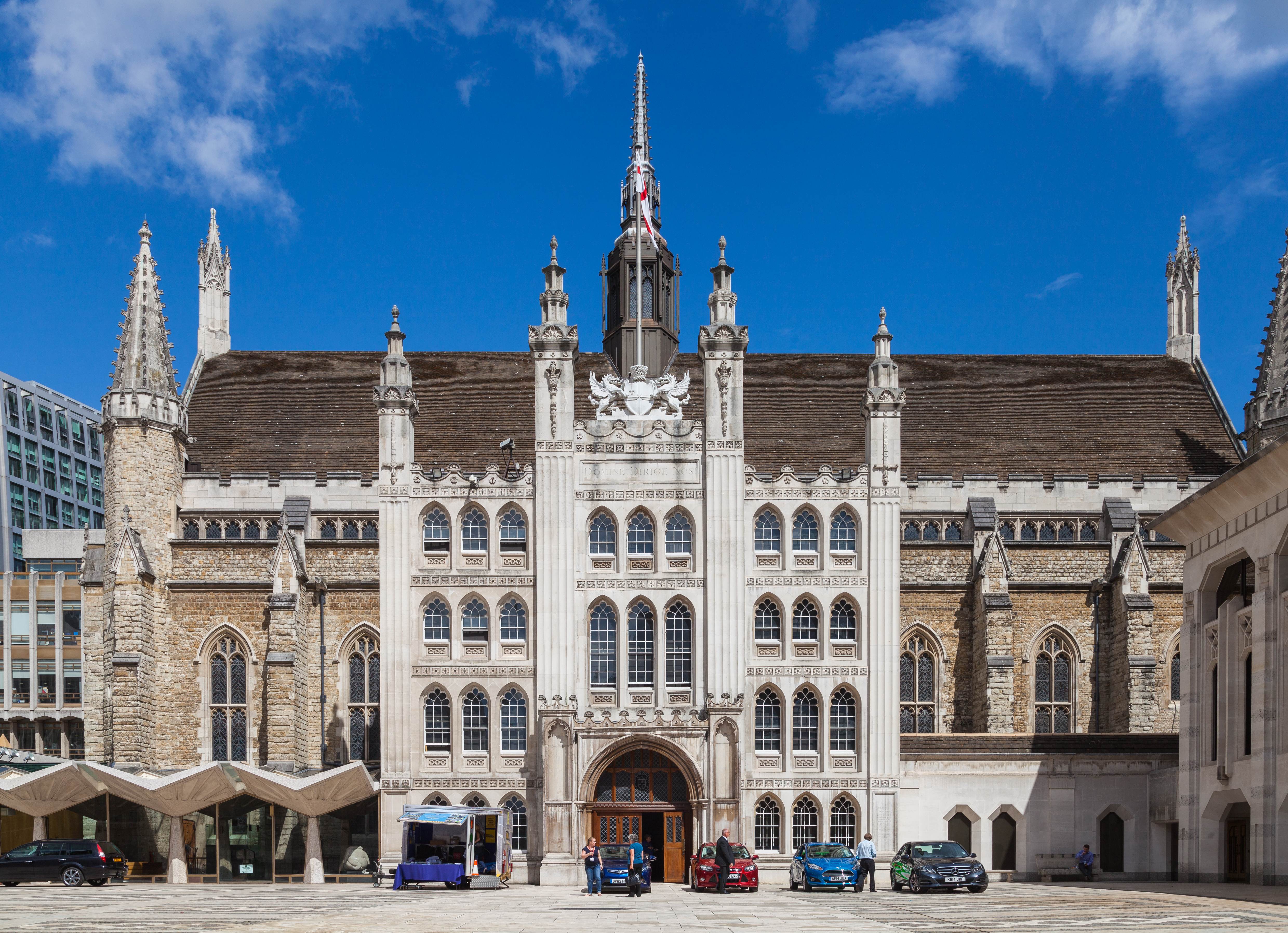
Guildhall de Londres en 2014. La construcción del edificio actual se inició a principios del. Algunas partes, como las criptas, datan de la época de Rykener.

El caso Rykener tuvo lugar en un período turbulento en las relaciones de la ciudad con el rey. Dos años antes, Ricardo II había despojado a la ciudad de sus libertades y encarcelado al alcalde John Hende y a los sheriffs de su ciudad. Los privilegios de la ciudad no se restauraron hasta agosto de 1394, tras un préstamo de 10 000 libras esterlinas de la ciudad al rey. La restauración ritual de estas libertades también tuvo lugar en Cheapside. Goldberg señala que el rey devolvió ese préstamo sólo el día antes de que Rykener y Britby fueran arrestados; esto no es necesariamente una coincidencia, afirma Goldberg.
Goldberg sostiene que la disputa original del rey con Londres se debió a un (percibido) desgobierno, que le exigía gobernar la ciudad. Por lo tanto, el caso Rykener puede verse como una lección objetiva de buen gobierno autónomo: «los malhechores son rápidamente detectados y rápidamente responsabilizados por sus fechorías». La ciudad demostró, a través de Rykener, su capacidad para abordar «el frecuente recurso y asociación con rameras comunes», lo que provocó «muchas y diversas riñas, disturbios y disensiones». Los interrogadores parecen haber estado particularmente interesados en los tratos de Rykener con el clero, lo que puede explicar por qué llevaron el caso ante un tribunal de alcalde originalmente. La sodomía estaba bajo jurisdicción eclesiástica, la prostitución era un delito cívico y los casos relacionados con sacerdotes eran tradicionalmente tratados por los tribunales eclesiásticos. Tal era la impopularidad del clero, sugiere Goldberg, que «los tribunales agradecerían la oportunidad así presentada de avergonzar a un hombre de las sagradas órdenes», incluso si no pudieran procesarlo.
Judith Bennett considera que la frecuencia con la que se menciona el hermafroditismo en los textos contemporáneos indica una aceptación poco curiosa de la condición. De ser así, sugiere, «las repetidas incursiones de Rykener en el espacio entre 'masculino' y 'femenino' podrían haber pasado tan desapercibidas en las calles del Londres del siglo XIV como lo serían hoy en Soho».

## Significado histórico
Los historiadores han estado al tanto del caso de Rykener desde que Arthur Hermann Thomas publicó una versión calendario del registro legal en su Calendar of Select Plea and Memoranda Rolls, London, 1381-1412 de 1932. En el resumen de Thomas sólo se señaló que se había llevado a cabo un interrogatorio «de dos hombres acusados de inmoralidad, de los cuales uno implicaba a varias personas, hombres y mujeres, en órdenes religiosas». El caso permaneció en la oscuridad hasta mediados de la década de 1990, cuando Ruth Mazo Karras y David Lorenzo Boyd descubrieron los registros manuscritos originales en los Archivos Metropolitanos de Londres. Los documentos de Rykener se presentaron con el tipo más habitual y más prosaico de delitos contra la deuda y la propiedad que tradicionalmente trataba el tribunal del alcalde. Se ha sugerido que lo que preocupaba especialmente a los funcionarios no era tanto el acto en sí, sino el cambio de roles de género por parte de Rykener. Esta importancia percibida puede explicar la supervivencia del registro, ya que se puede haber considerado que sentó un precedente.
| Si bien Rykener podría haberse dedicado a la prostitución, no fue identificado como prostituta. Si bien podría haber practicado la sodomía, no estaba claramente identificado como sodomita. —Ruth Karras y David Boyd |

El manuscrito del interrogatorio de Rykener, según un comentarista, constituye «aparentemente el único documento de proceso legal de la Inglaterra medieval tardía que trata sobre las relaciones sexuales entre personas del mismo sexo». Se ha descrito que el caso ofrece una «visión microcósmica de las sexualidades inglesas medievales y el abismo que existe entre lo medieval y lo moderno»: las palabras utilizadas en ambos períodos para describir la sexualidad significan cosas diferentes para cada uno. El caso de Rykener también es significativo por su rareza. Los registros que se conservan del siglo XV proporcionan sólo dos ejemplos de casos similares que llegaron a los tribunales.
No se sabe qué significaron personalmente los encuentros de Rykener. Como ha señalado Ruth Karras, los estudios sobre tales asuntos, «porque se basan en registros judiciales, se han centrado mucho más en actos que en sentimientos», tal como lo hacen los registros. Por tanto, no está establecido si los encuentros de Rykener fueron breves o parte de relaciones a más largo plazo. La mayoría, sugiere Karras, eran lo primero. Karras y Boyd señalan las dificultades para ver a Rykener hoy como Rykener se habría visto a sí mismo. «En términos modernos», escribieron en 1996, Rykener «sería descrito como un travesti (porque se vistió [como mujer]) y una prostituta (porque aceptó dinero a cambio de sexo), y probablemente bisexual» aunque esta etiqueta es algo «problemático», sugieren, ya que los estudiosos no tienen medios para evaluar lo que habría significado para Rykener. En su ensayo de 2016, Karras usó los pronombres 'ze/hir' para Rykener, a diferencia de los pronombres masculinos que ella y Boyd habían usado anteriormente, y declaró en 2013 que si volviera a escribir el artículo de 1996, «ella sugeriría que podríamos entender a Rykener como una persona transgénero en lugar de un 'travesti', el término utilizado en ese artículo».

## Análisis académico e influencia
El historiador James A. Schulz ha sugerido que la historia de Rykener es de más importancia para los historiadores que, por ejemplo, la de Tristán e Isolda. Si bien su historia ilustra poco la verdadera naturaleza del amor cortés —siendo más un paradigma mítico que una realidad —el caso de Rykener dice mucho sobre el mundo «marginal y transgresor» de la sexualidad medieval. Las respuestas de Rykener al interrogatorio han sido descritas como uno de los pocos destellos que la era moderna tiene sobre las identidades sexuales medievales. Otro académico ha descrito el caso Rykener como, con su «lenguaje enredado y su sorprendente mezcla de franqueza y ambigüedad ... sigue siendo un pilar de los estudios medievales, queer y de género desde» el descubrimiento de Karras. Normington ha descrito el caso como un ejemplo de un tribunal medieval «luchando con distinciones de género». Karras ha argumentado que Rykener es un ejemplo medieval de persona transgénero, en lugar de simplemente un travesti. Karras dice que «incluso si no sabemos nada sobre la autoidentificación de Rykener, su vida como mujer con cuerpo masculino era 'transgénero'». Karras señala que no se sabe nada de los sentimientos de Rykener (ni de nadie más) en este caso, y dado que el interrogatorio se registró en latín  (que Rykener tal vez no conocía), es posible que los historiadores no hayan un registro preciso de lo que realmente se dijo. La única vez que Rykener parece haber ofrecido una opinión personal sobre estos acontecimientos fue cuando Rykener opinó que prefería a los sacerdotes: pero esto fue «sólo porque pagaban más». Carolyn Dinshaw sugiere que el hecho de que Rykener viviera y trabajara en Oxford como mujer durante un tiempo indica que Rykener disfrutaba haciéndolo. Así mismo, Cordelia Beattie considera que la capacidad de Rykener para hacerse pasar por mujer «en la vida cotidiana habría implicado otro comportamiento de género». Ella considera que para los historiadores y sociólogos modernos, el caso Rykener es parte de una «larga tradición» dentro del estudio del género. En su opinión, el caso revela las presunciones sociales que sostuvieron el alcalde y el consejo municipal al tratar a Rykener. Por ejemplo, dice Beattie, «se nota que, según el expediente, los hombres tenían relaciones sexuales con él, mientras que él tenía relaciones sexuales con las mujeres».
| El caso de ‘Johannes Rykener, se Elianoram nominans’ fue juzgado en 1395. Los veredictos aún se están redactando. Fue un caso inusual con todos los ingredientes correctos (o incorrectos) para una historia desgarradora (sexo, dinero, travestismo, monjas), pero incluso con todo eso, los involucrados difícilmente habrían creído la celebridad que alcanzaría seis siglos después. —Victoria Blud |

Jeremy Goldberg ha analizado el caso en el contexto del lugar donde operaba Rykener, ya que Cheapside era un importante centro mercantil. Goldberg considera que el alcalde y los concejales estaban más preocupados por Rykener como comerciante, y además como falso: «un comerciante que se hace pasar por bordadora y camarera, pero que en realidad vende sexo. ... Incluso como prostituta, es un comerciante deshonesto: se hace pasar por una mujer que vende sexo heterosexual a clientes masculinos, cuando en realidad es un hombre disfrazado de mujer». Goldberg sugiere que los historiadores pueden haber interpretado mal el verdadero significado del documento original. Es posible, dice, que todo el caso fuera una invención de los escribas, que querían presentar oficialmente una alegoría no oficial contra el rey. Por lo tanto, Rykener se convierte en una metáfora de Ricardo II tras la disputa sobre las libertades de la ciudad y, al igual que se describió a Rykener en la acusación, Richard está «simbólicamente jodido» en Cheapside.
Ruth Evans, continuando con el tema mercantil, ha dicho que Rykener «...hace de su propio cuerpo una imitación. Falsifica la obra de Dios». Durante el interrogatorio, el acto sexual de Rykener con Britby fue referido al menos en una ocasión como «trabajo». Si el alcalde y los concejales están preocupados por la honestidad de Rykener (o no), dice Goldberg, entonces «en este caso se trata de una preocupación específicamente burguesa que surge de las necesidades del comercio». Judith Bennett ha sugerido que Rykener, al elegir su trabajo, había «adoptado una posición pasiva de las mujeres en la sociedad», y que fue esto, más que los delitos reales de prostitución y sodomía, lo que «más paralizó» a los interrogadores de Rykener. De esto, y en comparación con su propia época, concluye que «el género no estaba más ordenado en la Edad Media que en el siglo XXI».

### En la cultura popular
Una versión ficticia de Rykener aparece como un personaje destacado en la novela histórica de Bruce Holsinger de 2014, A Burnable Book, ambientada en el Londres de 1385. Rykener (a quien Holsinger rebautiza Edgar/Eleanor) actúa como guía del lector a los «lugares jugosos» del inframundo londinense del siglo XIV.
Un espectáculo de marionetas destinado a explorar a Rykener como transgénero, «combinando estudios medievales, drama y títeres», llamado John-Eleanor, debutó en 2011 y se presentó en el festival de música de Turku en Finlandia al año siguiente. Posteriormente se representó en el Festival Mundial de Títeres en Charleville-Mézières, Francia, en 2017, con Timo Vantsi desempeñando el papel principal. También se representó en Italia, Reino Unido y Estados Unidos.